# Sericocarpus
 Sericocarpus  Nees., 1832 è un genere di piante angiosperme dicotiledoni della famiglia delle Asteraceae, sottofamiglia Asteroideae, tribù Astereae (North American lineage) e sottotribù Solidagininae.

## Etimologia
L'etimologia del genere deriva dal greco antico "sericos" (= setoso) e "carpos" (= frutto) e fa riferimento agli acheni densamente pubescenti.
Il nome scientifico del genere è stato definito dal botanico Christian Gottfried Daniel Nees von Esenbeck (1776-1858) nella pubblicazione " Genera et Species Asterearum" ( Gen. Sp. Aster. 148 ) del 1832.

## Descrizione

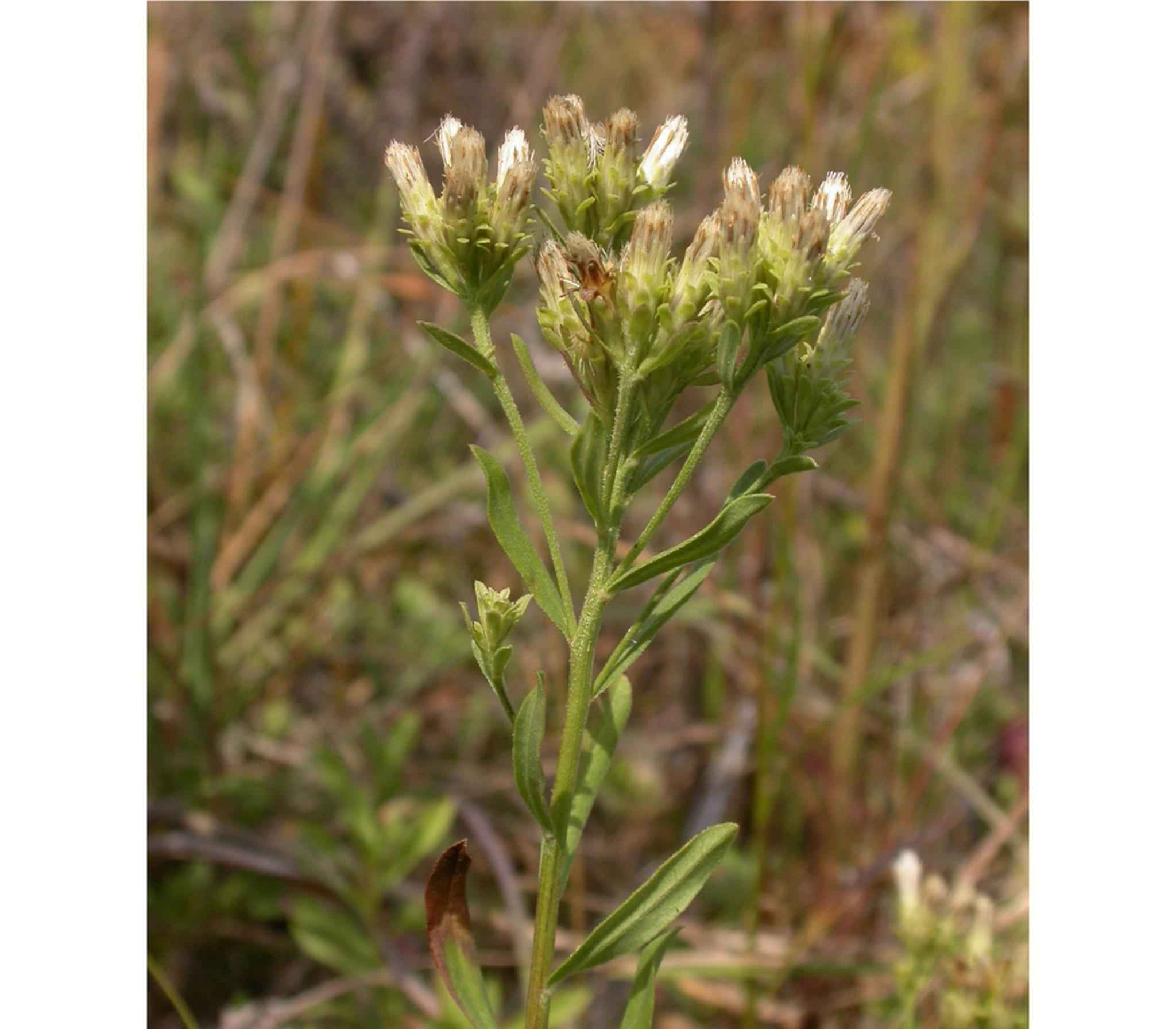
Il portamento
Sericocarpus rigidus

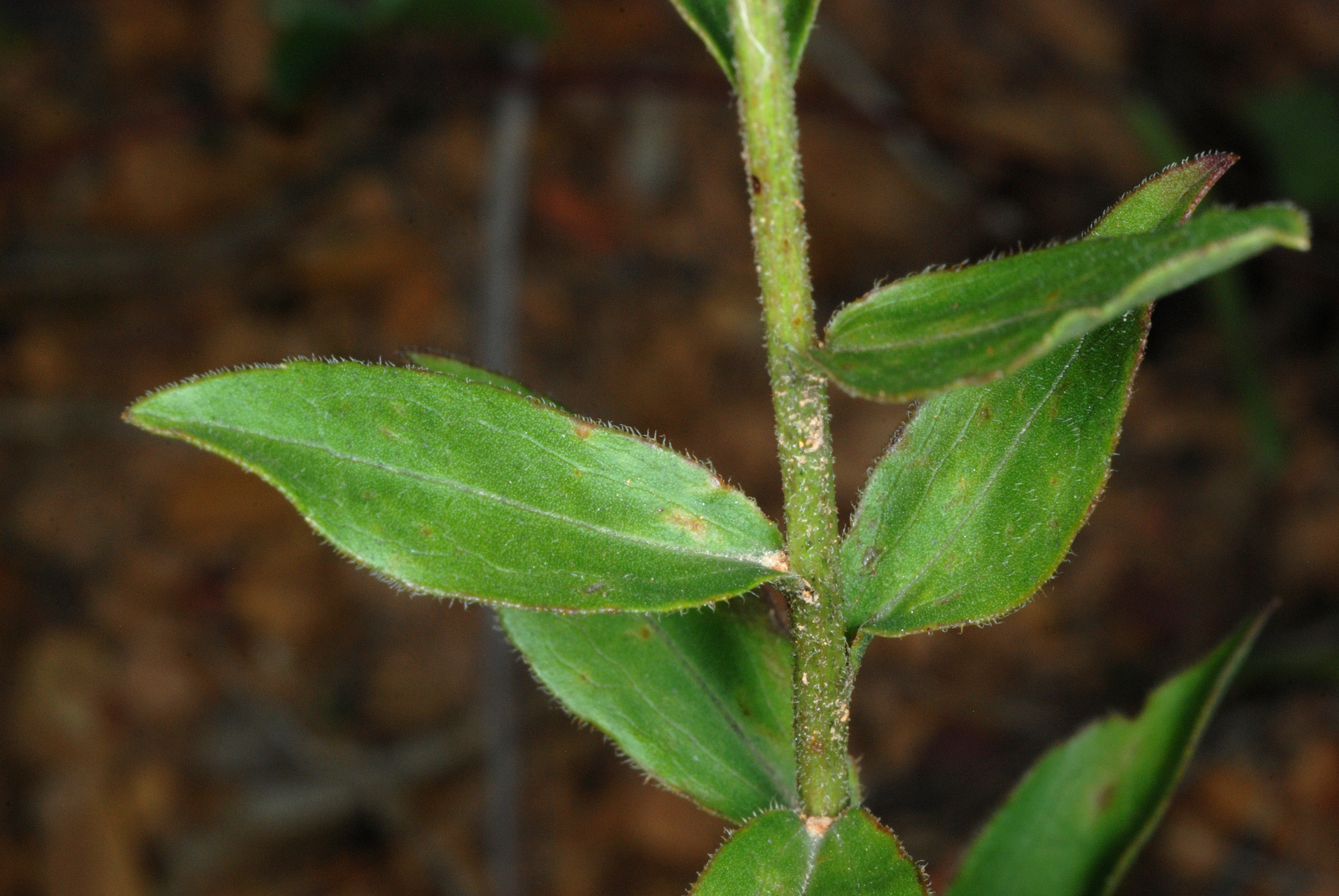
Le foglie
Sericocarpus asteroides

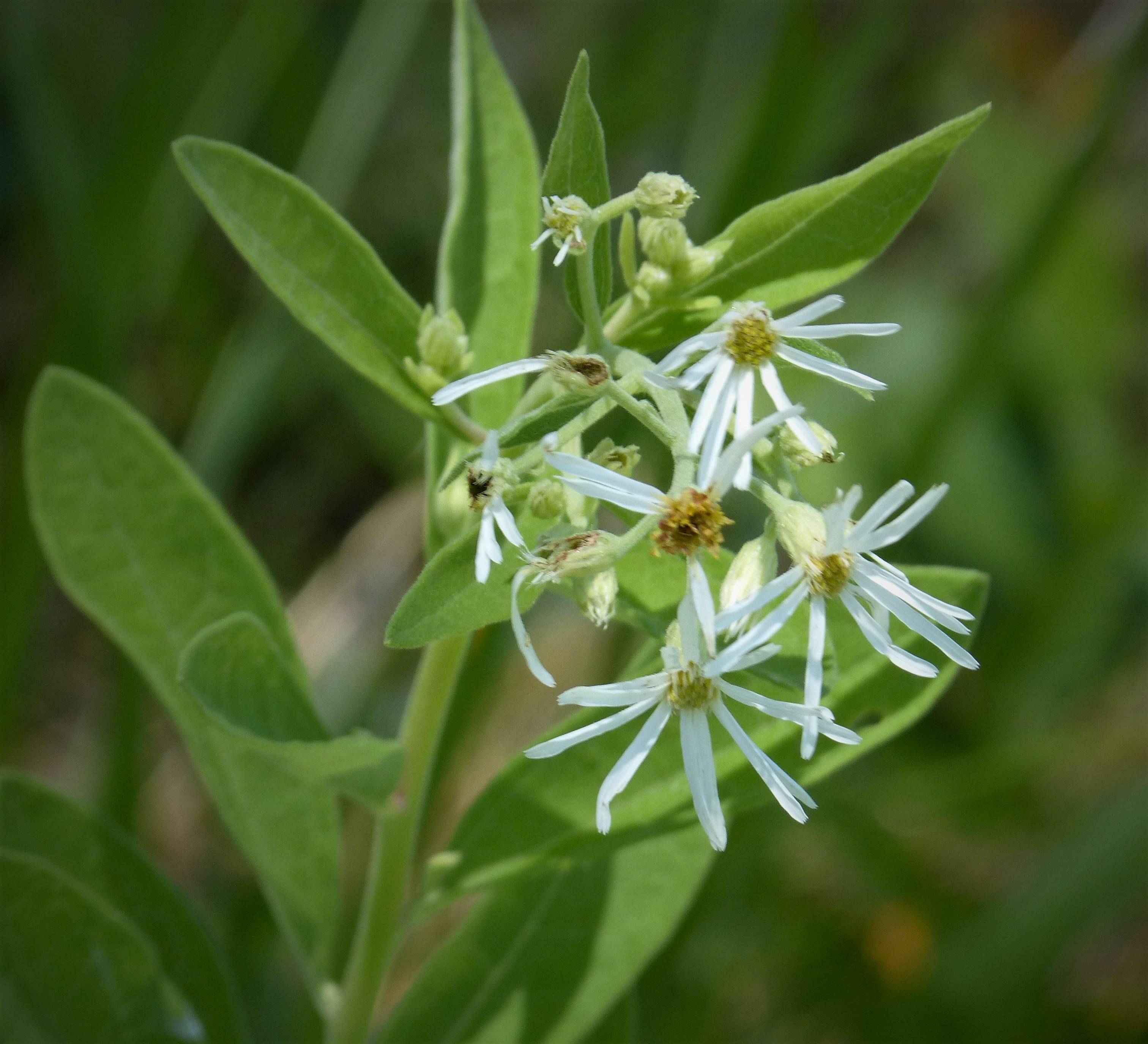
Infiorescenza
Sericocarpus tortifolius

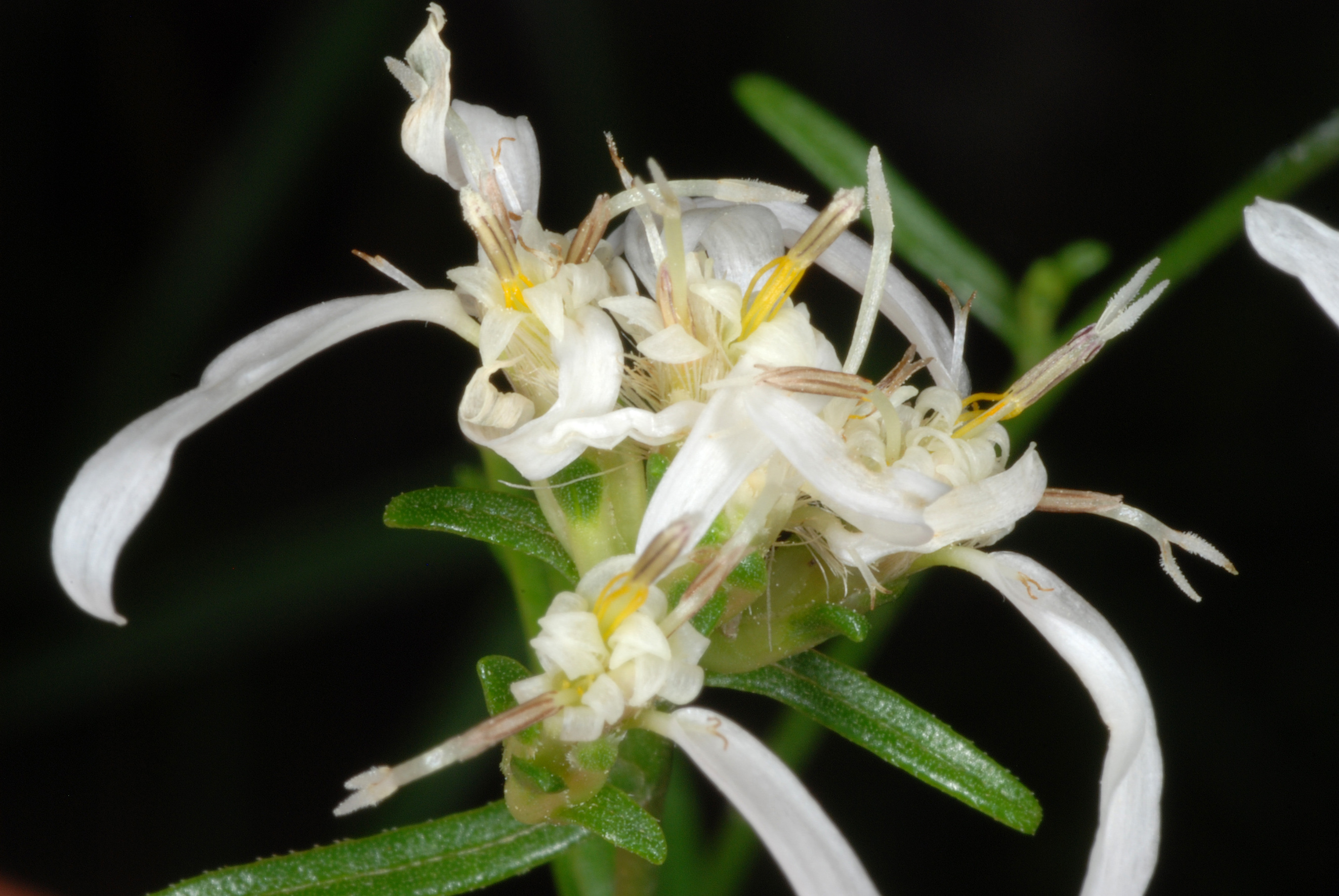
I fiori
Sericocarpus linifolius

Portamento. Le specie di questo genere hanno un habitus di tipo perenne. Le superfici sono da pubescenti a glabre o ricoperte da punti ghiandolari.
Fusto. La parte aerea è eretta, semplice o ramosa. La parte sotterranea è rizomatosa. Altezza media: 15 - 120 cm.
Foglie. Le foglie sono sia basali che cauline. Quelle basali formano delle rosette che appassiscono alla fioritura. Quelle cauline sono disposte in modo alternato; picciolate (le inferiori) e sessili (le superiori). La lamina è semplice, margini interi (talvolta è seghettati) con forme da lineari a oblanceolate o ellittico-oblanceolate (più spatolate per le basali). La superficie può essere punteggiata da ghiandole anche stipitate.
Infiorescenza. Le sinflorescenze sono composte da diversi capolini (2 - 5 per ramo) raccolti in formazioni corimbose. Le infiorescenze vere e proprie sono composte da un capolino terminale lungamente peduncolato di tipo radiato con fiori eterogami. I capolini sono formati da un involucro, con forme da cilindriche a turbinate, composto da 15 - 30 brattee, al cui interno un ricettacolo fa da base ai fiori di due tipi: fiori del raggio e fiori del disco. Le brattee, carenate, indurite alla base (coriacea) e verdi nella parte apicale, con margini cigliati sono disposte in modo più o meno embricato e scalato su 2 - 6 serie. Il ricettacolo, bucherellato, è privo di pagliette a protezione alla base dei fiori; la forma è leggermente convessa. Dimensione degli involucri: 3 - 9 x 2,4 - 8,5 mm. 
Fiori.  I fiori sono tetra-ciclici (formati cioè da 4 verticilli: calice – corolla – androceo – gineceo) e pentameri (calice e corolla formati da 5 elementi). Si distinguono in:
- fiori del raggio (esterni): sono da 3 a 8 per capolino, femminili e sono disposti su una sola serie; la forma è ligulata (zigomorfa);
- fiori del disco (centrali): sono più numerosi (da 5 a 19) con forme brevemente tubulose (attinomorfe); sono ermafroditi.

- Formula fiorale:

*/x K {\displaystyle \infty }, [C (5), A (5)], G 2 (infero), achenio
- Calice: i sepali del calice sono ridotti ad una coroncina di squame.

- Corolla:

- fiori del raggio: la forma della corolla alla base è più o meno tubulosa, mentre all'apice è eretta-ligulata; la ligula può terminare con alcuni denti; il colore è bianco;
- fiori del disco: la forma è imbutiforme-tubulare bruscamente divaricata in 5 lobi; i lobi, eretti, hanno una forma triangolare; il colore è bianco o crema.

- Androceo: l'androceo è formato da 5 stami sorretti da filamenti generalmente liberi; gli stami sono connati e formano un manicotto circondante lo stilo; le teche (produttrici del polline) alla base sono troncate e sono lievemente auricolate (molto raramente sono speronate o hanno una coda); le appendici apicali delle antere hanno delle forme piatte e lanceolate; il tessuto endoteciale (rivestimento interno dell'antera) è quasi sempre polarizzato (con due superfici distinte: una verso l'esterno e una verso l'interno). Il polline è sferico con un diametro medio di circa 25 micron;  è tricolporato (con tre aperture sia di tipo a fessura che tipo isodiametrica o poro) ed è echinato (con punte sporgenti).[10][12]

- Gineceo: l'ovario è infero uniloculare formato da 2 carpelli.[6] Lo stilo (il recettore del polline) è profondamente bifido (con due stigmi divergenti, brevi o lunghi a seconda della specie) e con le linee stigmatiche marginali separate.[13] I due bracci dello stilo sono da lanceolati a lineari-lanceolati e papillosi.

Frutti. I frutti sono degli acheni con pappo; 
- achenio: gli acheni, con forme da strettamente obconiche a cilindriche e superficie liscia, hanno 4 - 10 nervature longitudinali e sono ricoperti da densi peli sericei-strigosi;
- pappo: il pappo è formato da 2 - 3 serie di 25 - 50 setole colorate da bianco a marrone, svasate apicalmente.

## Biologia
Impollinazione: l'impollinazione avviene tramite insetti (impollinazione entomogama tramite farfalle diurne e notturne).

Riproduzione: la fecondazione avviene fondamentalmente tramite l'impollinazione dei fiori (vedi sopra).

Dispersione: i semi (gli acheni) cadendo a terra sono successivamente dispersi soprattutto da insetti tipo formiche (disseminazione mirmecoria). In questo tipo di piante avviene anche un altro tipo di dispersione: zoocoria. Infatti gli uncini delle brattee dell'involucro (se presenti) si agganciano ai peli degli animali di passaggio disperdendo così anche su lunghe distanze i semi della pianta. Inoltre per merito del pappo il vento può trasportare i semi anche a distanza di alcuni chilometri (disseminazione anemocora).

## Distribuzione e habitat
Le specie di questo genere sono distribuite in America del Nord (costa pacifica e atlantica).

## Sistematica
La famiglia di appartenenza di questa voce (Asteraceae o Compositae, nomen conservandum) probabilmente originaria del Sud America, è la più numerosa del mondo vegetale, comprende oltre 23.000 specie distribuite su 1.535 generi, oppure 22.750 specie e 1.530 generi secondo altre fonti (una delle checklist più aggiornata elenca fino a 1.679 generi). La famiglia attualmente (2021) è divisa in 16 sottofamiglie; la sottofamiglia Asteroideae è una di queste e rappresenta l'evoluzione più recente di tutta la famiglia.

### Filogenesi
La tribù Astereae (una delle 21 tribù della sottofamiglia Asteroideae) comprende circa 40 sottotribù. In base alle ultime ricerche nella tribù sono stati individuati (provvisoriamente) 5 principali lignaggi:
- Basal grade: include alcuni generi isolati, il gruppo "South American-Oceania",  alcune sottotribù africane e il gruppo dei generi legnosi del Madagascar.
- Bellis lineage: comprende le sottotribù eurasiatiche e una sottotribù africana.
- Aster lineage: include i generi asiatici di Asterinae e i principali gruppi dell'Australia e dell'Oceania.
- Baccharis lineage: include alcuni gruppi sudamericani.
- North American lineage: include la vasta gamma di sottotribù del Nordamerica, Messico e alcuni gruppi distribuiti nel Sudamerica.

Il genere  Sericocarpus (insieme alla sottotribù Solidagininae ) è incluso nel lignaggio "North American lineage". La sottotribù attualmente è divisa in 6 gruppi informali. Il genere di questa voce appartiene al "Sericocarpus group" (è l'unico componente del gruppo). Le specie di questo genere sono state inizialmente incluse nel genere Aster, ma dati ricavati dalle sequenze del DNA mostrano in modo conclusivo che Sericocarpus è più strettamente correlato a Solidago che ad altre specie di astri nordamericani.
I caratteri distintivi del genere sono:
- le brattee involucrali sono carenate con una singola vena centrale verde e bianca e con all'apice una evidente punta;
- i fiori sia del raggio che del disco sono gialli;
- i frutti acheni sono cosparsi da dense setole sericee.

Il numero cromosomico delle specie di questo genere è: 2n = 18.
In precedenti trattazioni le specie di questo genere erano descritte all'interno del genere Aster L.:
- Aster subg. Sericocarpus (Nees) A. G. Jones
- Aster sect. Sericocarpus (Nees) Semple
- Aster sect. Serratifolii Loudon

### Elenco delle specie
Questo genere ha 6 specie:
- Sericocarpus asteroides (L.) Britton, Sterns & Poggenb.
- Sericocarpus caespitosus  G.L.Nesom
- Sericocarpus linifolius  Britton, Sterns & Poggenb.
- Sericocarpus oregonensis  Nutt.
- Sericocarpus rigidus  Lindl.
- Sericocarpus tortifolius  Nees